# プリンストン (CVL-23)
プリンストン (USS Princeton, CVL-23) は、アメリカ海軍の航空母艦。インディペンデンス級航空母艦の2番艦。艦名はアメリカ独立戦争におけるプリンストンの戦いにちなみ、その名を持つ艦としては4隻目。1943年11月上旬、空母「サラトガ」と共にラバウル空襲を敢行して大戦果を挙げた。第38任務部隊としてフィリピン攻防戦に従事中の1944年10月24日、日本軍の彗星より急降下爆撃を受けて炎上、沈没した（レイテ沖海戦）。

## 艦歴
「プリンストン」はニュージャージー州カムデンのニューヨーク造船所で1941年6月2日にクリーブランド級軽巡洋艦「タラハシー(USS Tallahassee, CL-61)」として起工する。しかし、建造中に航空母艦への改装が決まり、1942年2月16日にCV-23に艦種変更、3月31日に艦名を「プリンストン」と変更する。10月18日にマーガレット・ドッド（プリンストン大学学長ハロルド・ドッド夫人）によって命名・進水し、1943年（昭和18年）2月25日にジョージ・R・ヘンダーソン大佐の指揮下フィラデルフィアで就役した。

### 1943年
カリブ海での整調航海の後、「プリンストン」は1943年7月15日に CVL-23 へ再び艦種変更され、第23航空団を乗艦させた「プリンストン」は太平洋に向かう。8月9日に真珠湾に到着すると第11任務部隊に配属され、25日にベーカー島攻撃に向かう。ベーカー島攻撃では第11.2任務群の旗艦を務め、9月1日から14日まで島の占領および飛行場建設への航空援護を行う。その間にF6F艦上戦闘機が日本海軍の二式飛行艇（第二十二航空戦隊、第八〇二海軍航空隊）を撃墜した。同機が撮影していた写真を入手した。
ベーカー島での任務を終えると「プリンストン」は第15任務部隊と合流してマキン及びタラワへの攻撃に投入され、その後真珠湾に向かった。10月20日にフレデリック・C・シャーマン少将が指揮する第38任務部隊に加わるため、エスピリトゥサント島へ向けて出航した。折りしも部隊は、差し迫っていたギルバート諸島の戦いに投入される予定で、第5艦隊（レイモンド・スプルーアンス中将）に返す期限が迫っていた。
11月1日と2日、「プリンストン」は同部隊の大型空母「サラトガ (USS Saratoga, CV-3) 」と共にブーゲンビル島のエンプレス・オーガスタ湾上陸支援のため、ブカ島およびブーゲンビル島の日本軍飛行場を空襲した。同時に、水上部隊はブカ島およびショートランド諸島を砲撃し、日本軍を振り回した挙句に間隙を突いて上陸に成功し、ブーゲンビル島の戦いが始まった。上陸を妨害しようとした大森仙太郎少将の日本艦隊をブーゲンビル島沖海戦で撃退したあと、偵察機は新手の日本艦隊の接近を報じてきた。「プリンストン」と「サラトガ」は新手の艦隊をブーゲンビル島に近づけさせないよう、11月5日と11日にニューブリテン島ラバウルを空襲し、大損害を受けた栗田健男中将の第二艦隊は呆気なく逃げ帰っていった。11月19日には第50任務部隊と共にナウルの飛行場の無力化を手伝った。その後「プリンストン」は北東へ向かいマキンとタラワに向かう途中の攻略部隊を援護し、他の空母から破損した飛行機と運用可能機を交換した後に、真珠湾および西海岸へ向かった。

### 1944年
ブレマートンを1944年1月3日に出港した「プリンストン」は真珠湾で再び第50任務部隊（その後第58任務部隊に改称）に加わり、1月19日にはクェゼリン環礁およびマジュロに対する上陸作戦支援のためウォッジェ環礁およびタロア島攻撃（1月29日 - 31日）を行う第58.4任務群に配属される。「プリンストン」の艦載機は次の攻撃目標エニウェトク環礁を撮影し、2月2日および3日に大規模な攻撃を行う。三日にわたってエニウェトクは爆撃と機銃掃射を受け、エンゲビの飛行場は破壊された。7日に「プリンストン」はクェゼリン環礁へ帰還し、10日から13日および16日から28日までエニウェトク上陸部隊への航空支援を行った。
「プリンストン」はエニウェトクからマジュロへ後退し、エスピリトゥサントで補給を受ける。3月23日にはカロリン諸島への攻撃を行い、その後パラオ、ウォレアイ環礁、ヤップ島を攻撃した後マジュロで補給を受け、4月13日に配置換えされる。ニューギニアへ向かった後4月21日から29日までホーランディア攻撃に航空支援を行い、その後トラック諸島攻撃（4月29日、30日）、ポナペ攻撃（5月1日）を行うため日付変更線を超えた。
5月11日、「プリンストン」は真珠湾に帰投。5月29日にマジュロへ向けて出航する。マジュロにてマーク・ミッチャー中将率いる第58任務部隊に合流し、サイパン攻撃支援のためマリアナ諸島近海に向かう。6月11日から18日までグアム、ロタ島、テニアン島、パガン島およびサイパン島へ艦載機による攻撃を行い、その後日本艦隊を攻撃するためフィリピンからマリアナ諸島へ向かった。マリアナ沖海戦で「プリンストン」の艦載機は30機撃墜を記録した。また自身の対空砲火で天山艦上攻撃機3機を撃墜した。
「プリンストン」はマリアナ諸島に戻った後、再びパガン、ロタ、グアムを攻撃し、その後エニウェトクで補給を受ける。7月14日、第58任務部隊はグアム、ティニアン攻撃の航空支援を行うためマリアナ諸島に向かい、「プリンストン」も同行する。8月2日にエニウェトクで補充を受けた後フィリピンに向かう。その途中艦載機によるパラオ攻撃を行い、9月9日、10日にスリガオなど北ミンダナオの飛行場に対する攻撃を行う。9月11日にはヴィサヤ諸島への攻撃を行う。9月中旬にパラオ攻撃のため後退し、その後ルソン島攻撃のためフィリピンに向かう。続いてウルシー環礁に帰還し、10月上旬にはフィリピン攻略のため南西諸島及び台湾への攻撃を行った（十・十空襲、台湾沖航空戦）。

### 喪失
10月20日、レイテ島上陸作戦が始まる。「プリンストン」は第38任務部隊（ミッチャー中将、旗艦「レキシントン」）の麾下において、第38.3任務群（シャーマン少将、旗艦「エセックス」）に所属していた。第38.3任務群は、正規空母2隻（エセックス、レキシントン）、軽空母2隻（プリンストン、ラングレー）、戦艦2隻（サウスダコタ、マサチューセッツ）、軽巡部隊、駆逐艦部隊によって編成されていた。
第38.3任務群はルソン島沖を巡航し、友軍艦艇に対する日本軍の攻撃を防ぐため艦載機でのマニラ飛行場攻撃など、地上攻撃に加わった。しかしながら10月24日朝に日本軍部隊も米艦隊を発見し、第六基地航空部隊（第二航空艦隊）が攻撃隊を発進させる。
第38.3任務群はシブヤン海を東進しつつあった栗田健男中将の第一遊撃部隊（通称「栗田艦隊」）を攻撃するため、各空母では出撃準備に追われていた。第38.3任務群の各空母（エセックス、レキシントン、プリンストン、ラングレー）から発進したF6Fは、日本軍の攻撃隊を次々に撃墜した。
攻撃隊のうち一機の艦上爆撃機「彗星」が第38.3任務群の上空に到達、雲間を抜け急降下し、1,500フィート上空で爆弾を投下した。「プリンストン」は戦闘機の着艦収容作業中だった。9時38分頃のことで、任務群にとっては完全な奇襲だった。同機は爆弾投下直後に撃墜されたものの、爆弾1発が「プリンストン」の船体中央に命中した。徹甲弾だったので飛行甲板と格納庫を貫通し、機関室真上の乗員区画（調理室）で爆発した。
爆弾そのものによる損傷は軽微で、当初の艦内放送も状況を楽観的に伝えている。しかし、ちょうど格納庫には魚雷を装備し燃料を満載した6機のTBF艦上攻撃機が待機中であった。命中した爆弾はそのうち一機とガソリンパイプを破壊していた。発生した火災が艦載機やガソリンの延焼・誘爆を引き起こして急速に広がり、9時53分には格納庫全体が炎上した。スプリンクラー等の消火装置が機能しなかった報告があるが、これは格納庫の消火設備を制御する電気回路が破壊されたためとみられる。被弾から約10分後、「プリンストン」は艦隊から脱落し始めた。
10時2～20分の間に、格納庫で一連の激しい爆発が発生した。魚雷の誘爆が原因とみられるが、これにより飛行甲板と前後のエレベーターが破壊された。機関室の人員は避難せざるを得ず、「プリンストン」は推進力を失って停止した。消火放水の水圧も10時10分頃に失われ、自力での消火活動が不可能となった。
大型軽巡「バーミングハム (USS Birmingham, CL-62) 」、防空軽巡「リノ (USS Reno, CL-96) 」、駆逐艦「モリソン (USS Morrison, DD-560) 」、「アーウィン (USS Irwin, DD-794)」といった救援艦艇が隣接して乗員の救助と消火作業に努め、日本機の更なる攻撃を防ぐための対空支援を行った。この中で最も大きい「バーミングハム」が救援活動を主導した。
13時30分頃までに火災をほぼ制御下に置くことに成功し、残るは魚雷庫およびエレベータ付近の火災だけとみられた。しかし日本軍の潜水艦および航空機の目撃情報があったため、救援活動中の艦は一時退避を余儀なくされる。これらは誤報だと判明したが、その間に火災は勢いを取り戻してしまった。
15時23分頃、ついに火災は魚雷庫の内部に達し、格納されていた400発にも及ぶ100ポンド（約45㎏）爆弾を誘爆させた。この大爆発は、ちょうど「プリンストン」に隣接して消火活動中であった「バーミングハム」をも巻き込み大損害をもたらした 。周辺にいた救援艦艇にも爆風や破片が飛び被害が及んでいる。ミッチャーの旗艦である「レキシントン (USS Lexington, CV-16) 」もいた第38.3任務群は立ち往生し、発見した栗田の中央艦隊への攻撃や索敵に支障が出た。
大爆発により「プリンストン」の状況はさらに深刻化し、艦尾部分は爆発により消失していたが、それでも目立った傾斜等はなかった。駆逐艦「アーウィン」も誘爆で損傷していたが、「プリンストン」に接近してボートを降ろし、646名の乗員を救助した。
「プリンストン」を救援する努力は継続されたが、火災が夜間攻撃の目標となることを懸念したミッチャーの進言により、16時4分に艦の放棄が決定された。残っていた乗員がすべて救助されたことが確認された後、17時6分に「アーウィン」が雷撃を開始した。しかし魚雷管制装置がダメージを受けていたため、6本の魚雷を発射したものの1本が船首部に命中しただけだった。5インチ砲弾も撃ち込まれた。
17時46分、「リノ」が「アーウィン」と交代し2本の魚雷を発射したところ、前部ガソリンタンクと弾薬庫に命中し、17時49分に巨大な爆発が発生する。残骸が四散し火炎が1,000から2,000フィートの高さまで上昇した。「プリンストン」の艦前方部分は消滅し、後部が煙の間から瞬間現れたが、1分足らずで艦影は消えた。
「プリンストン」の乗員1,361名が救助されたが、士官10名と兵員98名が戦死した。それだけでなく、救援にあたった艦艇も以下のように大損害を被った。
- バーミングハム (USS Birmingham, CL-62) - 死者233名、負傷者426名[23][31]。上部構造物を大破、艦前方側面を損傷。5インチ砲二基、40ミリ機関砲二基、20ミリ機銃二基を損失[6]。
- モリソン (USS Morrison, DD-560) - 左舷前方に大きな損傷[6]。
- アーウィン (USS Irwin, DD-794) - 前方5インチ砲、右舷を損傷[6]。
- リノ (USS Reno, CL-96) - 40ミリ機関砲一基を破損[6]。

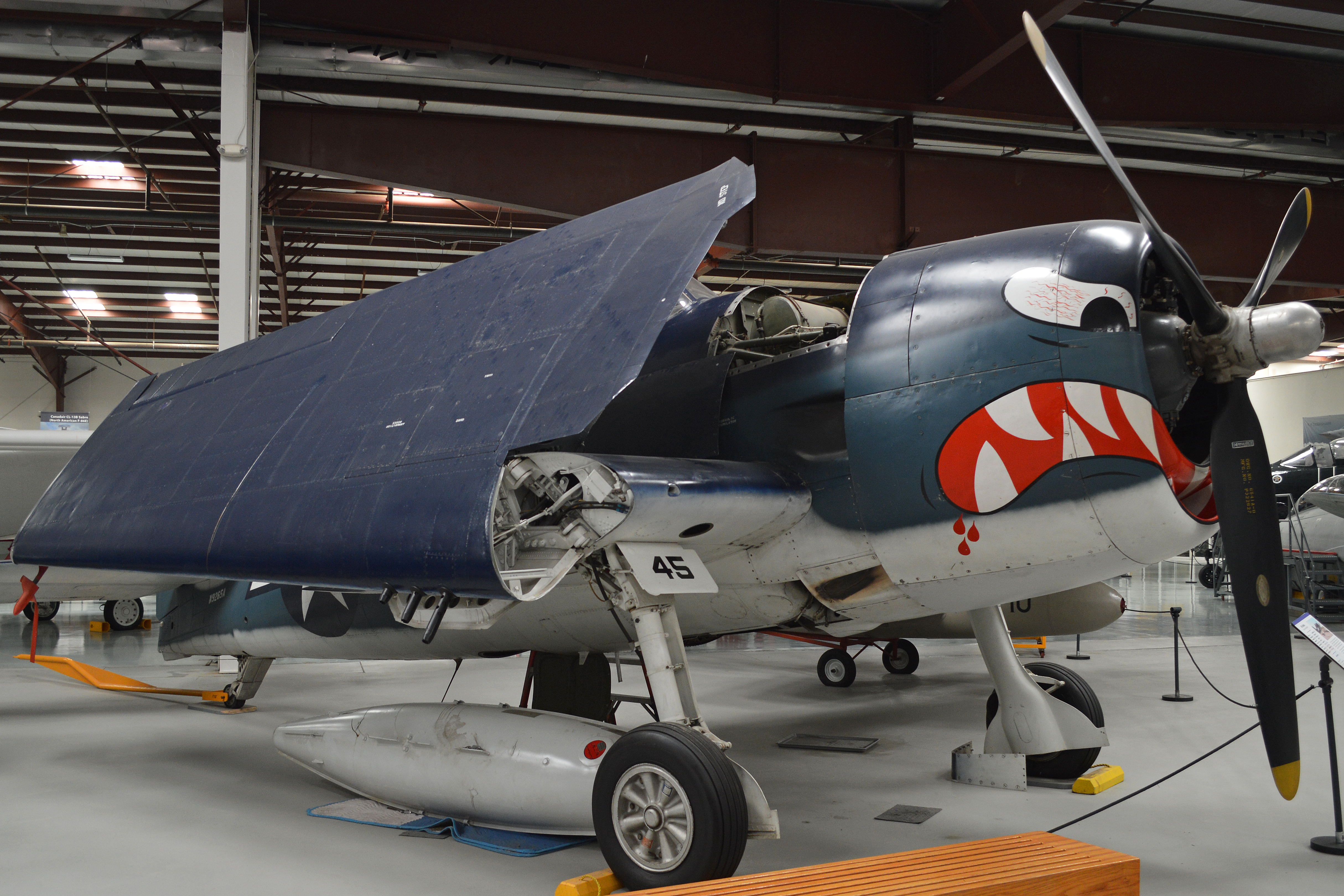
「プリンストン」所属部隊のノーズアートを再現した展示機(F6F)

「プリンストン」所属の第27戦闘飛行隊（VF-27）は、母艦の被弾時に空中にいた機は他の空母に着艦し、脱出したパイロットも含め同型艦「インディペンデンス (USS Independence, CVL-22) 」に配置転換され、引き続き戦うこととなった。しかしながら飛行隊のシンボルであった特徴的なノーズアートは他艦には受け入れてもらえなかった。

## 喪失の原因
第一に、格納庫での誘爆・延焼が挙げられる。命中した爆弾による損害は軽微であり、消火システムも十分に整えられていた。しかし、格納庫の艦載機に搭載された燃料および弾薬による誘爆・延焼が想定外の連鎖的破壊をもたらし、10時過ぎの爆発につながった。
第二に、敵潜水艦等の目撃情報(誤報)により、僚艦による救援活動が13時30分頃に中断したことも状況悪化の原因として挙げられる。
第三は、魚雷庫に格納されていた爆弾の誘爆である。これは艦を放棄する直接の原因となった。魚雷庫は爆弾の格納場所としては十分な安全性を備えておらず、予定外の使用がなされていた。この大爆発の後でさえ艦は浮力を失わなかったものの、巻き込まれた救援艦の損傷や戦術的な状況(作戦行動への支障、敵の目印となる危険)が影響し、救援活動は一層困難なものとなっていた。

## 受章等
「プリンストン」は第二次世界大戦での戦功により9つの従軍星章を受章した。「プリンストン」に掲揚されていた軍艦旗はプリンストン大学の礼拝堂に展示されることになった。
「プリンストン」の艦長ジョン・ホスキンス大佐は右足を失ったものの生還し、後にその名を受け継いだタイコンデロガ級航空母艦「プリンストン (USS Princeton, CV-37) 」の艦長に就任した。また、犠牲となった乗員のうち、ブルース・L・ハーウッド中佐およびロバート・G・ブラッドレイ大尉（いずれも死後に海軍十字章を受章）の業績を称え、ギアリング級駆逐艦の一隻が「ハーウッドUSS Harwood, DD-861) 」、オリバー・ハザード・ペリー級ミサイルフリゲートの39番艦が「ロバート・G・ブラッドレイ (USS Robert G. Bradley, FFG-49) 」と命名された。

## 登場作品
- アズールレーン - 艦船擬人化されて登場。声優は汐見雪菜。
- 戦艦少女R - 艦船擬人化されて登場。
- レイテ沖海空戦 永遠の海原（英語版） - 原題『The Eternal Sea』、1955年、ジョン・H・オウア（英語版）監督。ホスキンス艦長の伝記を元にした戦争映画で、本艦の沈没やホスキンスの負傷と復帰、新「プリンストン」就役の経緯も描写されている[37]。太平洋戦争中の実写映像の他、エセックス級航空母艦の「キアサージ」で撮影された映像を使用した[37]。